# Mirko Blažina
Mirko Blažina (tudi Mierko Blazina), argentinski nogometni vratar in trener slovenskega rodu, * 18. februar 1925, Gorica, Kraljevina Italija, † 18. februar 2005, Buenos Aires, Argentina.

## Življenjepis
Mirko Blažina se je rodil 18. februarja 1925 v Gorici, v Furlaniji - Julijski krajini, v tedanji Kraljevini Italiji. Leta 1933 je skupaj s starši emigriral v Argentino.
Kot otrok je živel v Buenos Airesu, v bližini klavnic in na ulici se je kmalu seznanil s športom, saj se je ukvarjal s košarko in nogometom. Z nogometom se je začel ukvarjati v klubu Albariño, s 16 leti pa je šel v klub San Lorenzo de Almagro. Igral je na položaju vratarja in je debitiral 26. septembra 1943. Zadnje srečanje je odigral leta 1962 v moštvu Club Atlético San Telmo. V tem klubu je deloval tudi kot trener.
Po nogometni upokojitvi se je preživljal kot avtomehanik, taksist, mesar. Imel je tudi lastno restavracijo. Umrl je na svoj osemdeseti rojstni dan v Buenos Airesu.

## Nogometna kariera
Debitiral je 26. septembra 1943 na tekmi  s Club Atletico Platense, kjer je njegovo moštvo San Lorenzo de Almagro zmagalo z 2:0. Nastopil je kot zamenjava za Juana Carlosa Heredio.
Leta 1946 je moštvo San Lorenzo z Mirkom Blažino postalo tretjič državni prvak. Po osvojitvi naslova je Blažina z ekipo gostoval v Španiji in na Portugalskem. V obdobju med 23. decembrom 1946 in 6.februarjem 1947 je moštvo San Lorenzo de Almagro odigralo deset tekem in sicer
- 23. decembra 1946 v Madridu Atletico Madrid:San Lorenzo 1:4
- 25. decembra 1947 v Madridu Real Madrid:San Lorenzo 4:2
- 1. januarja 1947 v Barceloni Španija:San Lorenzo 5:7
- 5. januarja 1947 v Bilbau Athletic Bilbao:San Lorenzo 3:3
- 16. januarja 1947 v Madridu Španija:San Lorenzo 1:6
- 22. januarja v Valenciji Valencia:San Lorenzo 1:1
- 26. januarja v La Coruni Deportivo La Coruna:San Lorenzo 0:0
- 31. januarja 1947 v Portu Porto:San Lorenzo 4:9
- 2. februarja 1947 v Lizboni Portugalska:San Lorenzo 4:10
- 6. februarja 1947 v Sevilji Sevilla:San Lorenzo 5:5

Blažina je igral v moštvu San Lorenzo de Almagro do leta 1954. Kariero je nadaljeval do leta 1960 v Urugvaju, v moštvih  Nacional Montevideo in Defensor Sporting Montevideo. Zadnji dve leti aktivne kariere je  igral v moštvu druge argentinske lige Club Atlético San Telmo, kjer je opravljal tudi naloge trenerja moštva. Z moštvom so leta 1961 osvojili tudi prvenstvo druge argentinske lige.